# 舊夢
《舊夢》是一首1996年中文流行歌曲，收录在台湾女歌手彭佳慧的第一張专辑《說真心話》。这首歌是《說真心話》的主打歌曲，也是彭佳慧經典金曲之一。
这首歌也讓李正帆獲得：第八屆（1997年）金曲獎最佳作曲人獎。